# Неплюєвка
Неплюєвка (рос. Неплюевка) — село у Карталинському районі Челябінської області Російської Федерації.
Входить до складу муніципального утворення Неплюєвське сільське поселення. Населення становить 1163 особи (2010).

## Історія
Від 4 листопада 1924 року належить до Карталинського району Челябінської області.
Згідно із законом від 17 вересня 2004 року органом місцевого самоврядування є Неплюєвське сільське поселення.

## Населення
| 2002 | 2010  |
| ---- | ----- |
| 1134 | ↗1163 |